# Norrbotten

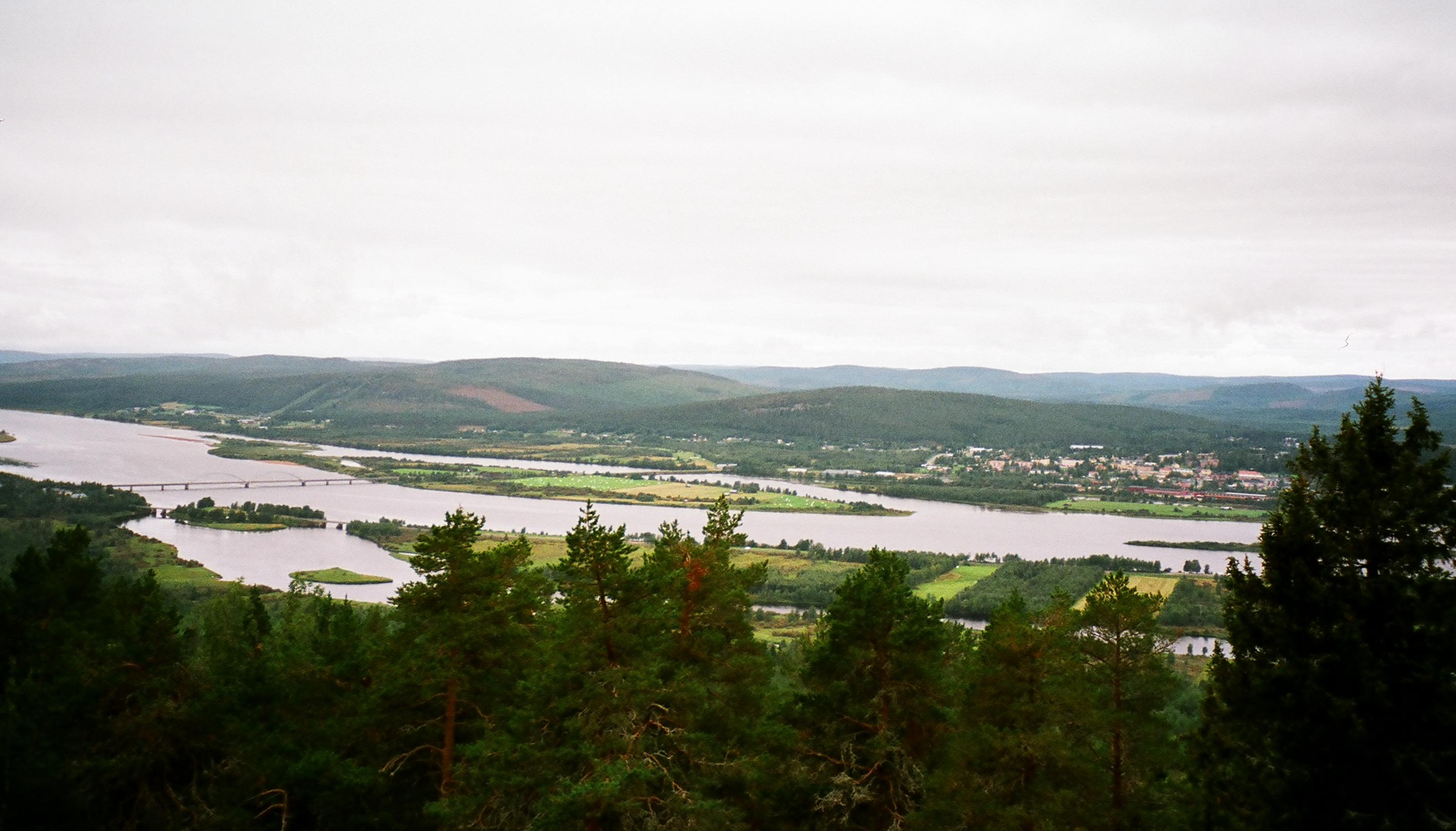
O rio Torne älv visto do lado finlandês. Ao fundo à direita a localidade sueca de Övertorneå.

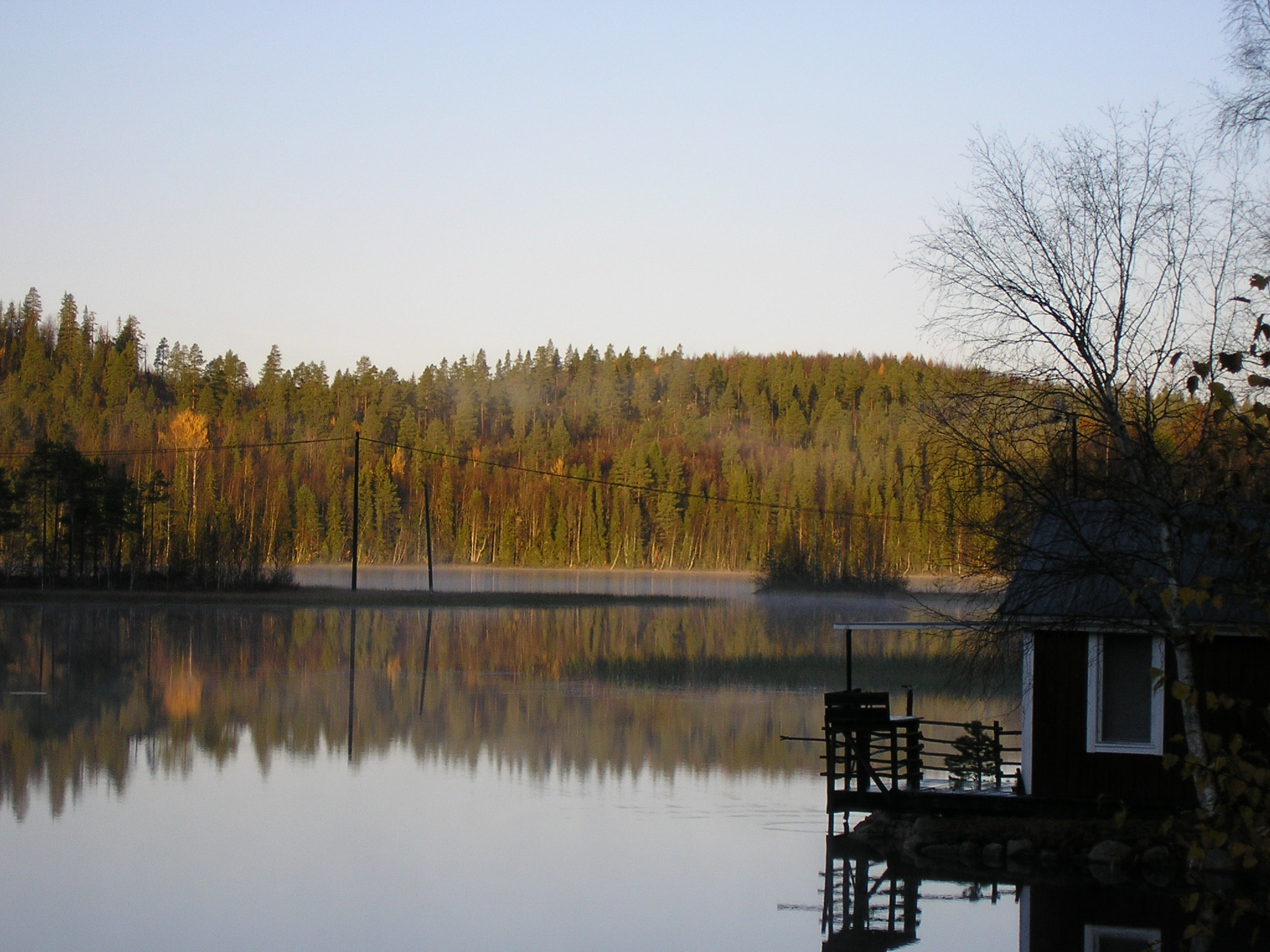
O lago Puostijärvino vale de Torne.

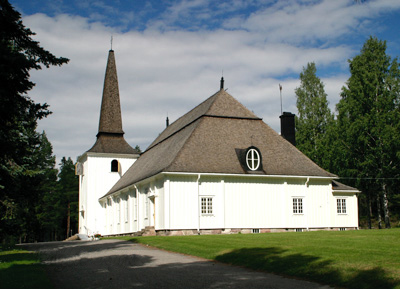
A igreja de Edefors perto da cidade de Boden.

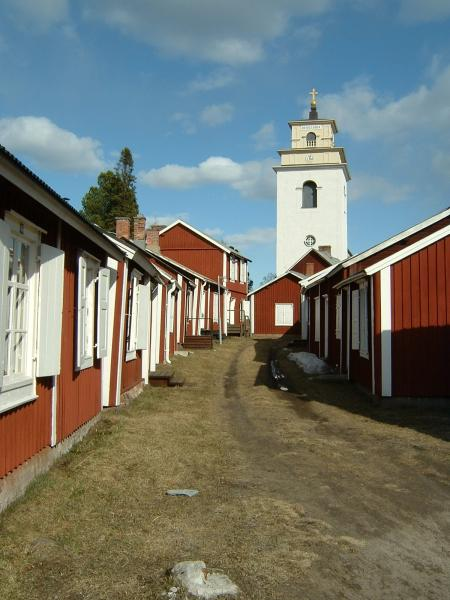
A cidade antiga de Gammelstadem em Luleå.

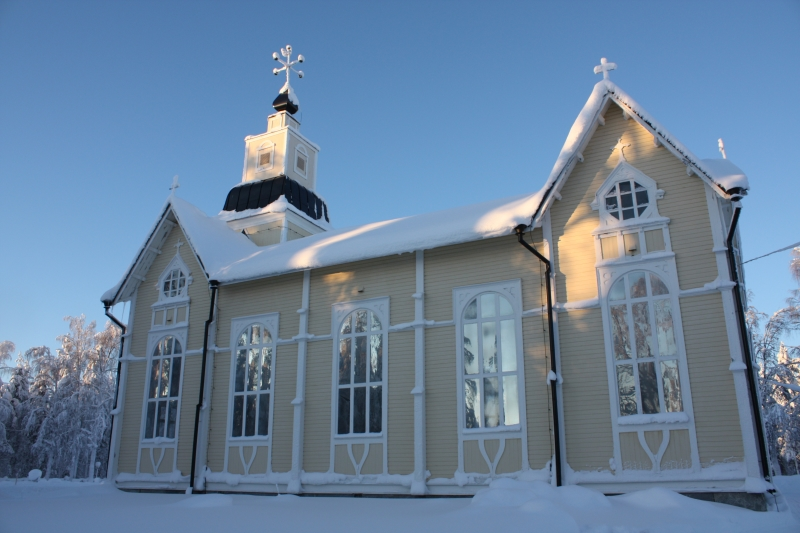
A igreja de Långträsk.

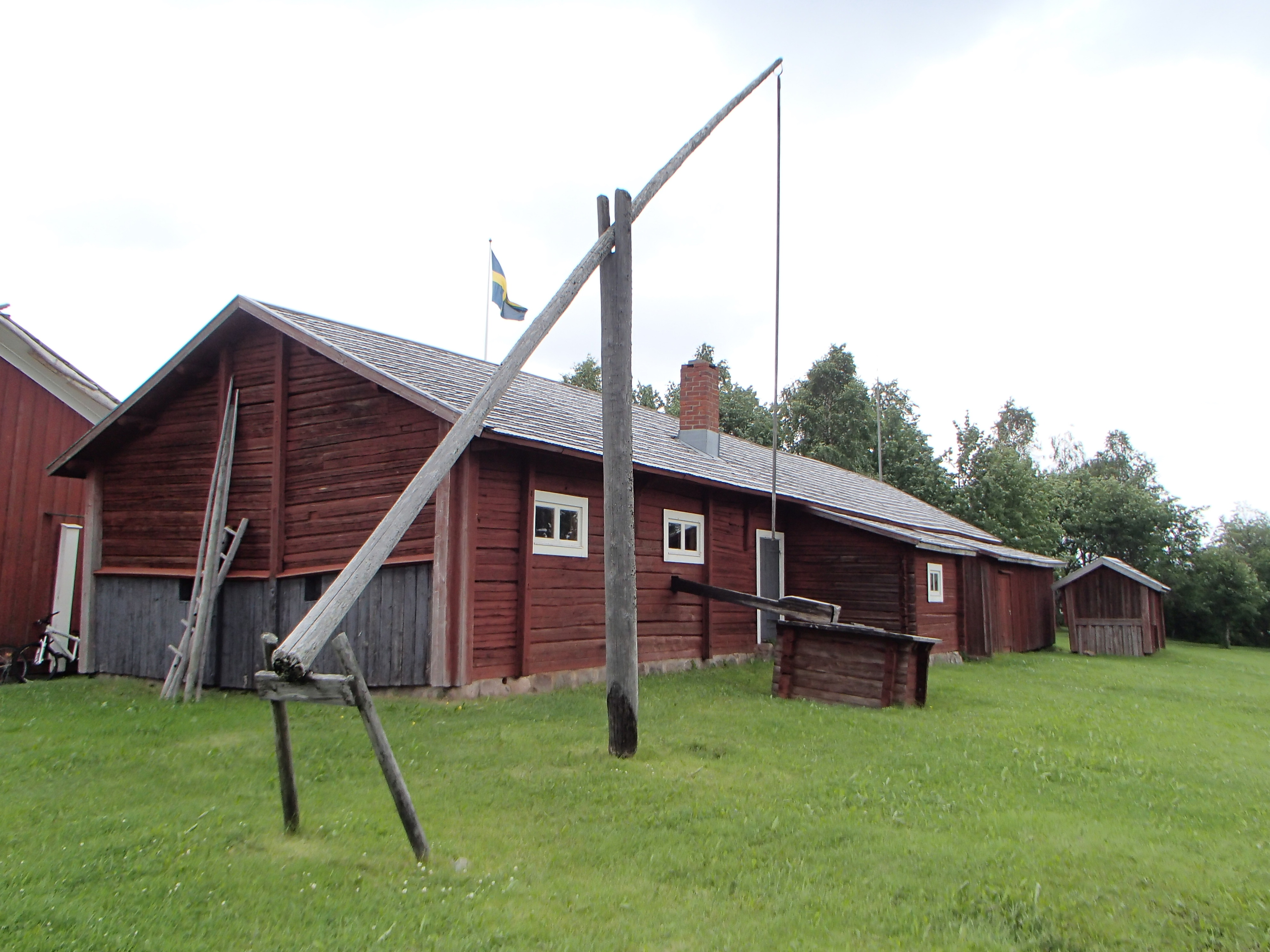
A quinta (fazenda) de Englundsgården em Kalix.

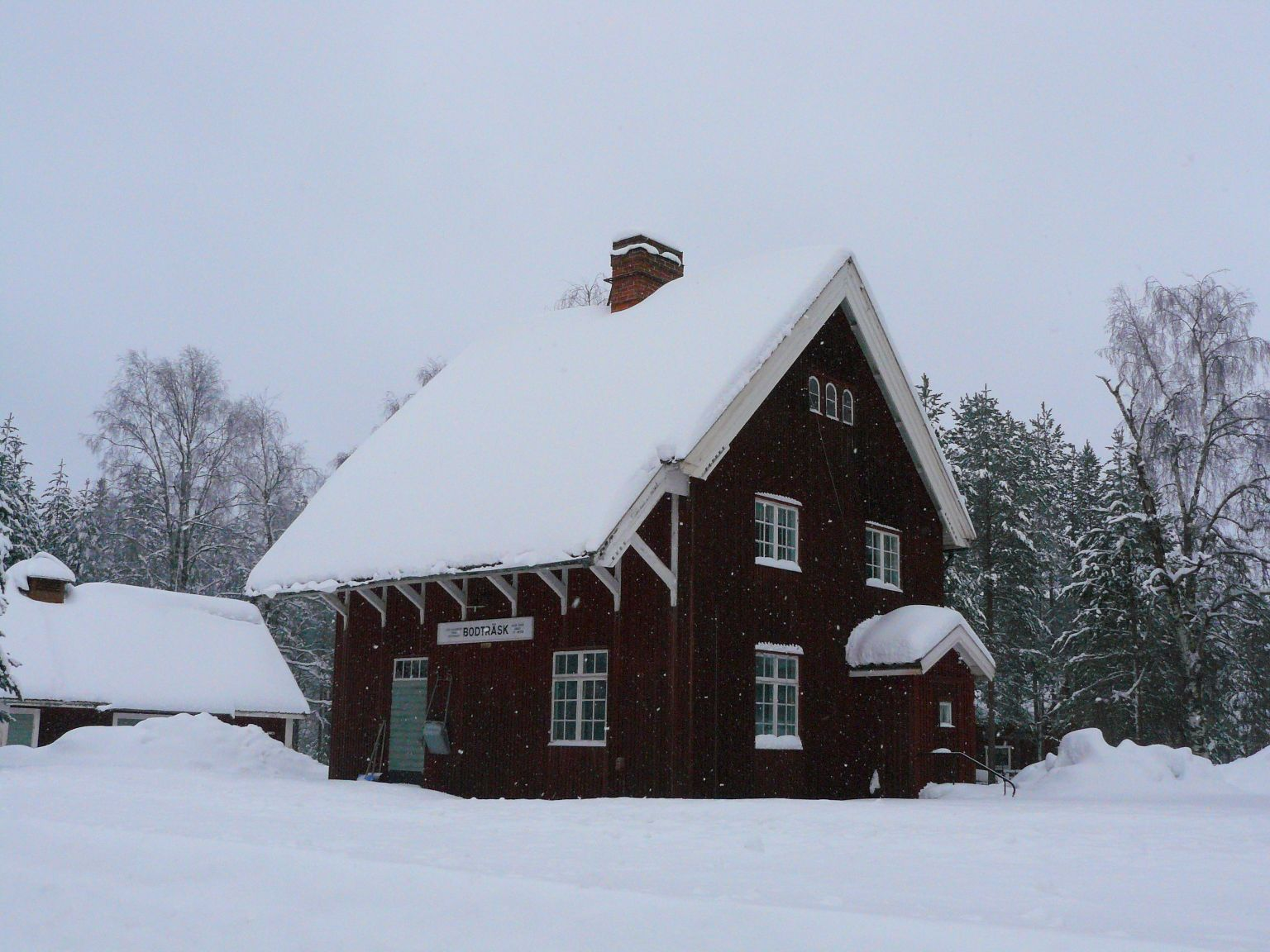
A estação ferroviária de Bodträsk.

Norrbotten (em sueco: Norrbotten;  PRONÚNCIA), raramente Norbótnia ou Bótnia Setentrional, é uma província histórica da Suécia.
                                 
Está localizada no nordeste da região histórica da Norlândia, junto à baía de Bótnia e faz fronteira com a Finlândia.

É a terceira maior província da Suécia, depois da Lapónia e da Jämtland. Com uma área de 97 239 km², ocupa 6,5% da superfície do país  e tem uma população de 195 267 habitantes (2023).

É predominantemente de terra baixa, subindo ligeiramente para noroeste, e coberta de florestas de pinheiros e abetos. É atravessada por três dos maiores rios suecos, vindos da Lapónia e desembocando no Báltico. O Círculo Polar Ártico passa no norte da província, dando-lhe algum carácter ártico, embora o clima seja fundamentalmente temperado continental, devido à Corrente do Golfo.

Ao contrário do resto da Suécia, a identidade regional dos habitantes das províncias históricas da Lapónia, Norrbotten e Västerbotten não está focada nessas províncias mas sim nos condados atuais de Norrbotten e Västerbotten.

Como província histórica, não possui hoje funções administrativas, nem significado político, mas está todavia presente em contextos históricos, culturais, escolares, turísticos e desportivos, como por exemplo em Norrbottens-Kuriren (jornal diário), Norrbottens museum (museu regional) e Norrbottens FF (clube desportivo).

## Etimologia e uso
O topônimo Norrbotten deriva do sueco antigo Norra butn, em alusão à "baía a norte do estreito de Kvarken". O termo é composto pelas palavras norr (norte, indicando aqui o lado oeste) e botten (em alusão à Baía de Bótnia).

Na língua cotidiana, ao contrário do resto da Suécia, as palavras Västerbotten e Norrbotten referem-se geralmente aos condados de Västerbotten e Norrbotten, e não às províncias históricas de Västerbotten e Norrbotten.

A região está mencionada em documentos em latim por Norrabutn (1361) e Butnin (1374), tendo adquirido o seu nome oficial Norrbotten quando foi elevada a província em 1801. 

Em textos em português, costuma ser usada a forma original Norrbotten.

| “ | Norrbotten, província da Suécia, dentro do círculo polar ártico. | ” |

## Província histórica e Condado atual
A província histórica de Norrbotten forma juntamente com o norte da província histórica da Lapónia (Lappland) o atual condado de Norrbotten.

A província histórica de Norrbotten
A província histórica da Lapónia
O condado de Norrbotten

## Geografia
A província forma junto com o norte da província da Lapónia o atual condado de Norrbotten. Está situada no extremo nordeste da Suécia, sendo limitado a leste pela Finlândia e pela baía de Bótnia, a oeste pela Lapónia e a sul por Västerbotten. A fronteira com a Finlândia é delineada pelo rio Torne, um dos quatro grandes rios selvagens sem barragens hidroelétricas da Suécia; os dois lados do rio formam o Vale de Torne, onde um solo fértil permite uma rica agricultura durante o curto verão ártico. Além do Torne, é atravessada pelos rios Pite, Lule (no qual há uma usina) e Cálix, todos representados em seu brasão.
Dado o Círculo Polar Ártico atravessá-la, o sol nunca desaparece no verão por 30 dias, e nunca aparece no inverno, igualmente por 30 dias. Apesar da proximidade do Báltico, tem um clima temperado continental, com verões quentes e invernos frios. Tal como Västerbotten, é constituída por uma faixa costeira de 30-100 quilômetros de terras baixas, e uma zona interior mais elevada e coberta por florestas de pinheiros e abetos. A maior parte da população vive junto aos grandes rios, estando principalmente concentrada na costa da província. Junto a costa estão as cidades de Luleå (44 208 habitantes), Piteå (23 350), Kalix (7 487), Haparanda (6 715) e Gammelstad (5 010), e um pouco para o interior Boden (16 816 habitantes) e Älvsbyn (5 010).
| - Limites: Nordeste – Finlândia, Noroeste – Lapönia, Sul – Västerbotten, Leste – Golfo de Bótnia - Condados: Norrbotten - Montanhas: Vitberget (594 m), Korgen (436 m), Narkaustunturi (555 m) - Rios: Torne, Lule, Cálix, Pite - Ilhas: Arquipélagos costeiros nas comunas de Piteå, Luleå, Kalix, Haparanda - Cidades: Luleå, Piteå, Boden e Haparanda - Localidades: Kalix, Älvsbyn - Comunas: Piteå, Älvsbyn, Luleå, Boden, Överkalix, Kalix, Haparanda, Övertorneå, Pajala |

### Cidades
Atualizado a 18 de setembro de 2024

As maiores cidades de Norrbotten são (2020):
| 1. Luleå ( 49 123 ) 2. Piteå ( 23 934 ) 3. Boden ( 18 671 ) 4. Kiruna ( 17 513 ) 5. Gällivare ( 10 929 ) |

### Comunas
A província está dividida, desde 1971, nas seguintes comunas:
| - Piteå - Älvsbyn - Luleå - Boden - Överkalix - Kalix - Haparanda - Övertorneå - Pajala |

## Economia
A economia está tradicionalmente baseada na produção de papel, ferro e aço. A abundância de floresta oferece matéria-prima para fazer pasta de papel e papel de embalagens em Piteå e componentes de casas de madeira em Älvsbyn. O ferro extraído nas minas da Lapónia é usado para fazer aço em Luleå. Esse aço é transportado para o resto da Suécia ou exportado através do porto de Luleå.

## Comunicações
A província é atravessada na orla costeira pela estrada europeia E4, desde a Finlândia até Västerbotten, passando pelas cidades de Haparanda, Kalix, Luleå e Piteå. A estrada europeia E10, liga a Lapónia ao Golfo de Bótnia, aderindo à E4 a alguns quilómetros a norte de Luleå. Várias linhas férreas atravessam a província, com destaque para a ligação Luleå-Umeå e Luleå-Narvik (Linha do Minério). Para os transportes aéreos, Norrbotten dispõe de aeroportos em Luleå e Pajala. Os principais portos estão localizados em Luleå e Piteå.

## Património histórico, cultural e turístico
- Aldeia paroquial de Gammelstad perto de Luleå - classificada como Património Mundial pela UNESCO em 1996;[32][33]
- Montanha de Luppioberget - uma das moradas do Pai Natal/Papai Noel;[34]
- Cascata de Storforsen - um dos maiores rápidos da Suécia e norte da Europa, com 80 metros de altura, situado no Pite.[35]
- Rápidos de Kukkola - 15 quilômetros a norte de Haparanda[36]
- Casa da Tecnologia - em Luleå[37]
- Pite Havsbad - praia perto de Piteå